# Hiato esofagiano

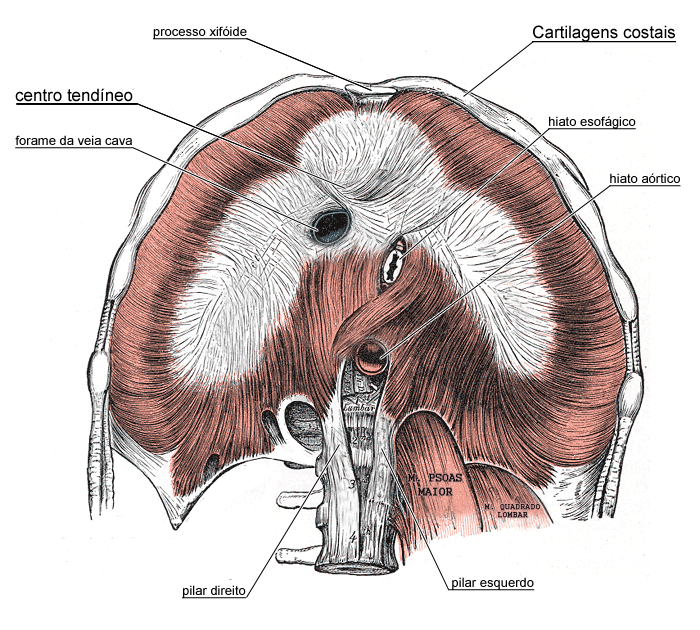
Face inferior do diafragma. Hiato esofagiano assinalado no centro à direita.

Hiato esofagiano ou esofágico é, em anatomia, a abertura que há no diafragma, e que permite o prolongamento das partes torácica e abdominal do esôfago.